# ASA Târgu Mureș
ASA Târgu Mureș foi uma equipe romena de futebol com sede em Târgu Mureș. Disputava a primeira divisão da Romênia (Campeonato Romeno de Futebol).
Seus jogos são mandados no Stadionul Ladislau Bölöni, que possui capacidade para 15.000 espectadores.

## História
O ASA Târgu Mureș foi fundado em 11 de Agosto de 1964.